# Wahl des deutschen Bundespräsidenten 1979
- SPD: 438
- CDU/CSU: 531
- FDP: 66
- Unabh.: 1

Am 23. Mai 1979 wählte die 7. Bundesversammlung in der Beethovenhalle in Bonn den Bundestagspräsidenten Karl Carstens zum fünften deutschen Bundespräsidenten.
Carstens war als ehemaliges Mitglied der NSDAP durchaus umstritten. Nachdem CDU und CSU mit ihrer deutlichen Mehrheit von 531 Sitzen in der Bundesversammlung am 6. März 1979 seine Nominierung bekanntgegeben hatten, verzichtete der amtierende Bundespräsident Walter Scheel darauf, für eine Wiederwahl anzutreten. Mit der von der SPD (438 Sitze) nominierten ehemaligen Bundestagspräsidentin Annemarie Renger kandidierte erstmals eine Frau.
Carstens setzte sich im ersten Wahlgang mit 528 Stimmen gegen Renger mit 431 Stimmen bei 72 Enthaltungen durch. Die Enthaltungen gingen überwiegend auf das Konto der 66 Mitglieder der FDP, die beschlossen hatten, keinen der beiden Kandidaten zu wählen.
Der Wahltag 23. Mai 1979 war der dreißigste Jahrestag der Verkündung des Grundgesetzes, und die folgenden sechs Wahlen des Bundespräsidenten fanden ebenfalls am 23. Mai statt. Erst nach dem Rücktritt von Bundespräsident Horst Köhler am 31. Mai 2010 musste davon abgewichen und die Wahl des Nachfolgers gemäß Art. 54 Abs. 4 GG spätestens dreißig Tage später am 30. Juni 2010 abgehalten werden.

## Bundesversammlung
Die Bundesversammlung wäre gemäß § 8 BPräsWahlG von dem Präsidenten des Bundestages, Karl Carstens, geleitet worden.
Dieser verzichtete auf die Leitung, weil er selbst Kandidat war. An seiner Stelle leitete Richard Stücklen die Wahl. Stücklen wurde am 31. Mai 1979 zum neuen Bundestagspräsidenten gewählt.
Nach Art. 54 Abs. 5 GG ist gewählt, wer im ersten oder zweiten Wahlgang „die Stimmen der Mehrheit der Mitglieder der Bundesversammlung erhält“. 1979 waren hierzu 519 Stimmen notwendig. In dem weiteren 3. Wahlgang ist der Kandidat mit den meisten Stimmen gewählt. In der Bundesversammlung verfügte die CDU/CSU mit 531 Delegierten zum ersten Mal über die absolute Mehrheit. Die Wahl Carstens galt somit als sicher. Die regierende Sozialliberale Koalition aus SPD und FDP stellte angesichts dessen keinen gemeinsamen Kandidaten mehr auf. Der Kandidatin der SPD, die 438 Delegierte stellte, Annemarie Renger galt daher als chancenlose Zählkandidatin.
| Partei      | Partei | Mitglieder | Mitglieder | Mitglieder |
| Partei      | Partei | Bund       | Länder     | gesamt     |
| ----------- | ------ | ---------- | ---------- | ---------- |
| CDU/CSU     |        | 253        | 278        | 531        |
| SPD         |        | 224        | 214        | 438        |
| FDP         |        | 40         | 26         | 66         |
| Unabhängige |        | 1          | –          | 1          |
| Gesamt      | Gesamt | 518        | 518        | 1036       |

## Ergebnis
| Wahlgang                                               | Kandidat                 | Stimmenzahl | %      | Partei | Partei | Unterstützer |
| ------------------------------------------------------ | ------------------------ | ----------- | ------ | ------ | ------ | ------------ |
| 1. Wahlgang                                            | Karl Carstens            | 528         | 51,0 % |        | CDU    | CDU/CSU      |
| 1. Wahlgang                                            | Annemarie Renger         | 431         | 41,6 % |        | SPD    | SPD          |
| 1. Wahlgang                                            | Enthaltungen             | 72          | 6,9 %  |        |        |              |
| 1. Wahlgang                                            | Ungültige Stimmen        | 1           | 0,1 %  |        |        |              |
| 1. Wahlgang                                            | Nicht abgegebene Stimmen | 4           | 0,4 %  |        |        |              |
| Damit war Karl Carstens zum Bundespräsidenten gewählt. |                          |             |        |        |        |              |